# علم الأحياء التكاملي
علم الأحياء التكاملي وبالانجليزية (Integrative Biology)عبارة عن مجلة علمية شهرية تتم مراجعتها من قبل الأقران تغطي الواجهة بين علم الأحياء ومجالات الفيزياء والكيمياء والهندسة والتصوير والمعلوماتية. تم نشره من قبل الجمعية الملكية للكيمياء منذ إطلاقه في عام 2008 حتى عام 2018. منذ عام 2019 تم نشره من قبل مطبعة جامعة أكسفورد .